# Linaria unaiensis
Linaria unaiensis är en grobladsväxtart som beskrevs av Patzak. Linaria unaiensis ingår i släktet sporrar, och familjen grobladsväxter. Inga underarter finns listade i Catalogue of Life.